# Sint-Rumolduskerk (Schepdaal)

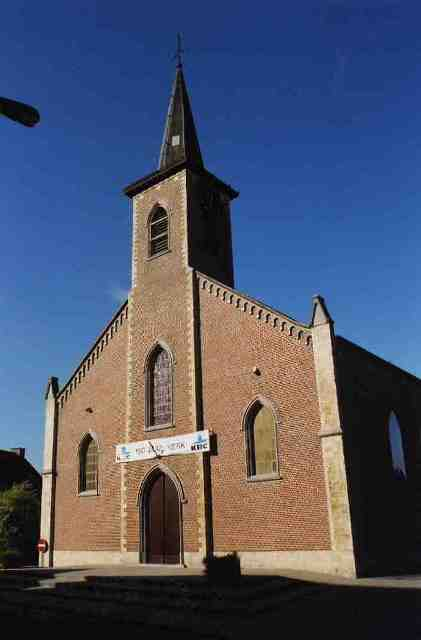
Sint-Rumoldiskerk

De Sint-Rumoldiskerk is de parochiekerk van de tot de Vlaams-Brabantse gemeente Dilbeek behorende plaats Schepdaal, gelegen aan de Emile Eylenbosstraat.

## Geschiedenis
Er bestond te Schepdaal vanouds een Heilig Kruiskapel, mogelijk al een preromaans bouwwerk. Dit was de zetel van een kapelanie waarvan het patronaatsrecht aanvankelijk berustte bij het kapittel van Anderlecht en vanaf de 14e eeuw bij de Abdij van Nijvel. De kapel, die toen onderhorig was aan de parochie van Sint-Martens-Lennik, evolueerde tot een vroeggotisch kruiskerkje dat in 1716 nog werd herbouwd na schade door rondtrekkende troepen.
De kerk werd begin 19e eeuw te klein bevonden en in 1849 werd het oude kerkje gesloopt om plaats te maken voor een nieuwe kerk. Deze kerk werd een klein eindje verplaatst zodat de kerkberg deels kon worden afgegraven om bakstenen voor de nieuwe kerk te maken. In 1853 werd de nieuwe kerk ingewijd. In 1994 brak brand uit in de toren waarbij het orgel werd vernield.

## Gebouw
Het betreft een driebeukige neogotische bakstenen kerk met ingebouwde toren en een driezijdig afgesloten koor. De voorzijde van de toren fungeert tevens als ingangsrisaliet. De kerk is naar het westen georiënteerd.

## Interieur
Het kerkmeubilair, oorspronkelijk afkomstig uit de oude kapel, werd in de 2e helft van de 19e eeuw vervangen door neogotisch meubilair. Omstreeks 1970 zijn een aantal neogotische beelden en kerkmeubelen verwijderd. Een glas-in-loodraam uit 2004 stelt een gekruisigde Christus voor met aan zijn voeten een afbeelding van de Heilig Kruiskapel.